# ماركو كونيغز
ماركو كونيغز (بالألمانية: Marco Königs)‏ هو لاعب كرة قدم ألماني في مركز الهجوم، ولد في 25 يناير 1990 في زولينغن في ألمانيا. لعب مع فورتونا دوسلدورف وفورتونا كولن وفيهين فيسبادن ونادي بروسيا مونستر ويان ريغنسبورغ.

## وصلات خارجية
- ماركو كونيغز على موقع قاعدة بيانات كرة القدم.إي يو (الإنجليزية)
- ماركو كونيغز على موقع بيانات كرة القدم. دي إي (الألمانية)
- ماركو كونيغز على موقع عالم كرة القدم.نت (الإنجليزية)